# Vasili Bazhénov
Vasili Ivánovich Bazhénov(en ruso: Васи́лий Ива́нович Баже́нов) (?,  1 de marzo (N.S. 12) de 1737 o 1738 - San Petersburgo, 2 de agosto (N.S. 13)1799) fue un arquitecto, artista gráfico, teórico de la arquitectura y educador neoclásico ruso. Bazhenov y sus asociados Matvey Kazakov e Ivan Starov fueron los principales arquitectos locales de la Ilustración rusa, un período dominado por arquitectos extranjeros (Charles Cameron, Giacomo Quarenghi, Antonio Rinaldi y otros). Según el historiador de la arquitectura Dmitry Shvidkovsky (n. 1959), en la década de 1770 Bazhenov se convirtió en el primer arquitecto ruso en crear un lenguaje arquitectónico nacional a partir de la tradición del siglo XVII interrumpida por Pedro I de Rusia.
Al éxito inicial de Bazhénov le siguió una trágica vida profesional y privada. Sus dos principales proyectos de construcción fueron abandonados por razones políticas o financieras. Su magnum opus, el neoclásico Gran Palacio del Kremlin, fue cancelada poco después de iniciarse la construcción. El palacio imperial del parque Tsarítsino fue víctima de la batalla de los Palacios; el núcleo del palacio de Bazhénov fue demolido por orden de Catalina II. Otro proyecto, para el edificio de la Universidad Estatal de Moscú, terminó en un amargo conflicto con el antiguo benefactor de Bazhénov, Prokofi Demidov, y llevó a Bazhénov a la quiebra. Antes de su muerte, Bazhénov imploró a sus hijos que se mantuvieran al margen del traicionero negocio de la construcción.
El legado de Bazhénov sigue siendo objeto de debate. Las atribuciones de la casa Pashkov y de otros proyectos menores a Bazhénov, respaldadas por un rastro documental incompleto, deducciones y conjeturas, son inciertas hasta el punto en que su vida y obra se convirtieron en objeto de teorías de conspiración . Incluso se desconoce su lugar de nacimiento y la ubicación de la tumba de Bazhénov. La historia de su vida, reconstruida por Igor Grabar y popularizada por los historiadores del período soviético, es considerada por los críticos modernos como el «mito de Bazhénov», e incluso las investigaciones académicas más recientes no logran reemplazar este mito con una biografía confiable.

## Biografía

### Carrera temprana

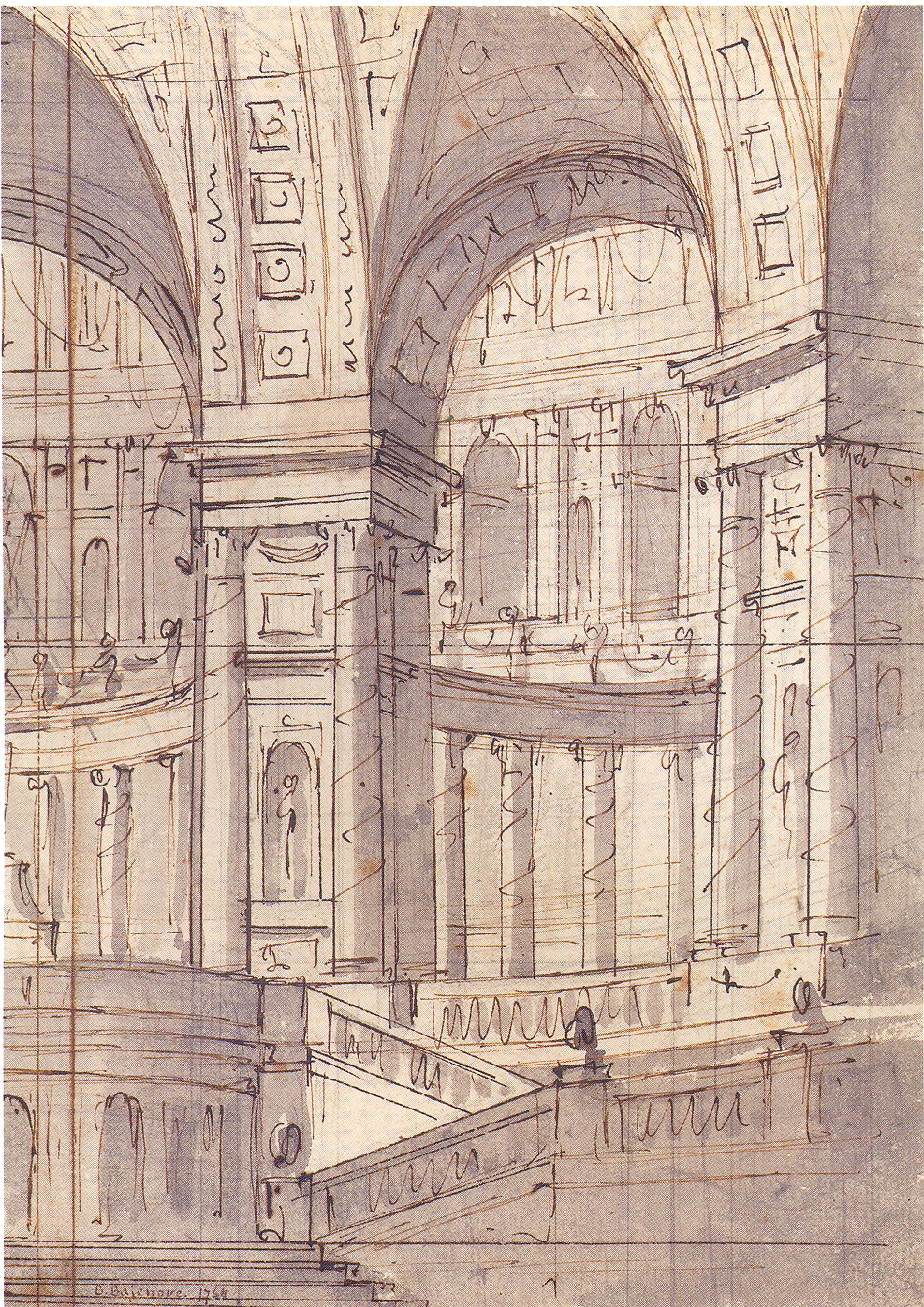
Apunte de 1764 de Bazhénov

El año y lugar exactos del nacimiento de Bazhénov son inciertos; nació en 1737 o 1738 en la familia de un secretario de iglesia bien en Moscú o bien en el pueblo de Dolskoye cerca de Maloyaroslavets. Según la segunda versión, la familia se mudó a Moscú cuando Vasili tenía tres meses. Ya desde niño tenía un talento natural para el arte, dibujando todo tipo de edificios en la antigua capital. Esta pasión por el dibujo llamó la atención del arquitecto D. V. Ukhtomsky, nombrado en 1754 arquitecto jefe de la Universidad de Moscú, quien lo aceptó en su escuela en 1753, entonces la única institución de Moscú que brindaba una formación arquitectónica básica, como voluntario (pero no fue contratado formalmente. Allí Bazhénov adquirió habilidades prácticas de construcción; la pobreza lo obligó a buscar un trabajo remunerado en lugar de una formación presencial.  
Por recomendación de Ukhtomsky, Bazhenov ingresó en la recién inaugurada Universidad Estatal de Moscú. en abril de 1755, donde fue inscrito en una "clase de arte" especial destinada a la futura Academia de las Artes, y estuvo entre los nueve mejores estudiantes, en 1756. A principios de 1758, la Universidad, por iniciativa de Iván Shuválov, envió un grupo de dieciséis estudiantes, entre ellos Bazhénov e Ivan Starov, a San Petersburgo para continuar su formación en la recién creada Academia Imperial de las Artes. Ellos, junto con veinte niños seleccionados en San Petersburgo, se convirtieron en la primera promoción de la Academia. En mayo de 1758 la clase se redujo a treinta estudiantes (8 nobles y 22 raznochintsy); en el primer examen, Bazhénov, de veinte años, ocupó el primer lugar y también era el estudiante de mayor edad; Starov, de catorce años, ocupó el séptimo lugar, mientras que el estudiante más joven, Stefan Karnovich, tenía sólo doce. En la Academia, sus habilidades para la arquitectura se revelaron hasta tal punto que el profesor de arquitectura S.I. Chevakinsky, arquitecto jefe del Almirantazgo ruso, nombró al talentoso joven su asistente en la construcción de la catedral Naval de San Nicolás. y se convirtió en mentor personal y hermano de sangre del joven Starov. Bazhénov fue también alumno de Jean-Baptiste Vallin de la Mothe, que enseñaba allí desde 1759. 
En septiembre de 1760, Bazhénov y el pintor Anton Losenko, bajo el impulso de Vallin de la Mothe, se convirtieron en los primeros estudiantes de la Academia de las Artes en recibir una beca fuera de Rusia. Bazhénov se formó en París en el taller de Charles De Wailly (Starov se unió a él allí en octubre de 1762). Las candidaturas de Bazhénov a los concursos de la Academia real de arquitectura (Francia) fueron un éxito; «concluyó triunfalmente» la beca, siendo elegido miembro de la Academia Romana de San Lucas, Academia de Bellas Artes de Florencia y Academia de Bellas Artes de Bolonia. Más tarde, Bazhénov se convirtió en el principal promotor del neoclasicismo francés en Rusia y estableció el canon estilístico del Moscú neoclásico siguiendo las ideas de De Wailly.
El primer biógrafo de Bazhénov, Eugene Bolkhovitinov (1767-1837, metropolitano de Kiev desde 1822), escribió que Bazhénov también había estudiado en la Academia Latina Griega Eslava, pero esta opinión es firmemente refutada por los biógrafos del siglo XX. Bolkhovitinov, tal vez, tergiversó conscientemente los hechos para elevar el prestigio de los colegios clericales.
Regresó a Rusia en mayo de 1765 poseyendo unas «credenciales inusuales e impecables para un ruso de esa época». Vivió en Moscú, donde participó en la publicación de la obra Diez libros de arquitectura de Vitruvio, traducida por F. V. Karzhavin. Solicitó un título y un puesto en la Academia, pero la nueva dirección no tenía intención de contratar a Bazhénov. Fue sometido a un riguroso examen formal y se le ordenó presentar un nuevo proyecto de graduación; no tuvo éxito en la Academia, pero Catalina II y su hijo Pablo se fijaron en él y le encargaron que diseñara y construyera una mansión privada en la isla Kamenny. A finales de 1766 Grigory Orlov, entonces comandante de la artillería imperial y de los ingenieros militares, contrató a Bazhénov para su séquito, con el rango militar de capitán de artillería, y le encargó el Arsenal de San Petersburgo. El año siguiente, Bazhénov siguió a Orlov a Moscú, donde viviría la mayor parte del resto de su vida «dando una realidad rusa a los modos clásico francés y palladiano italiano a los que estuvo expuesto».

### Palacio del Kremlin

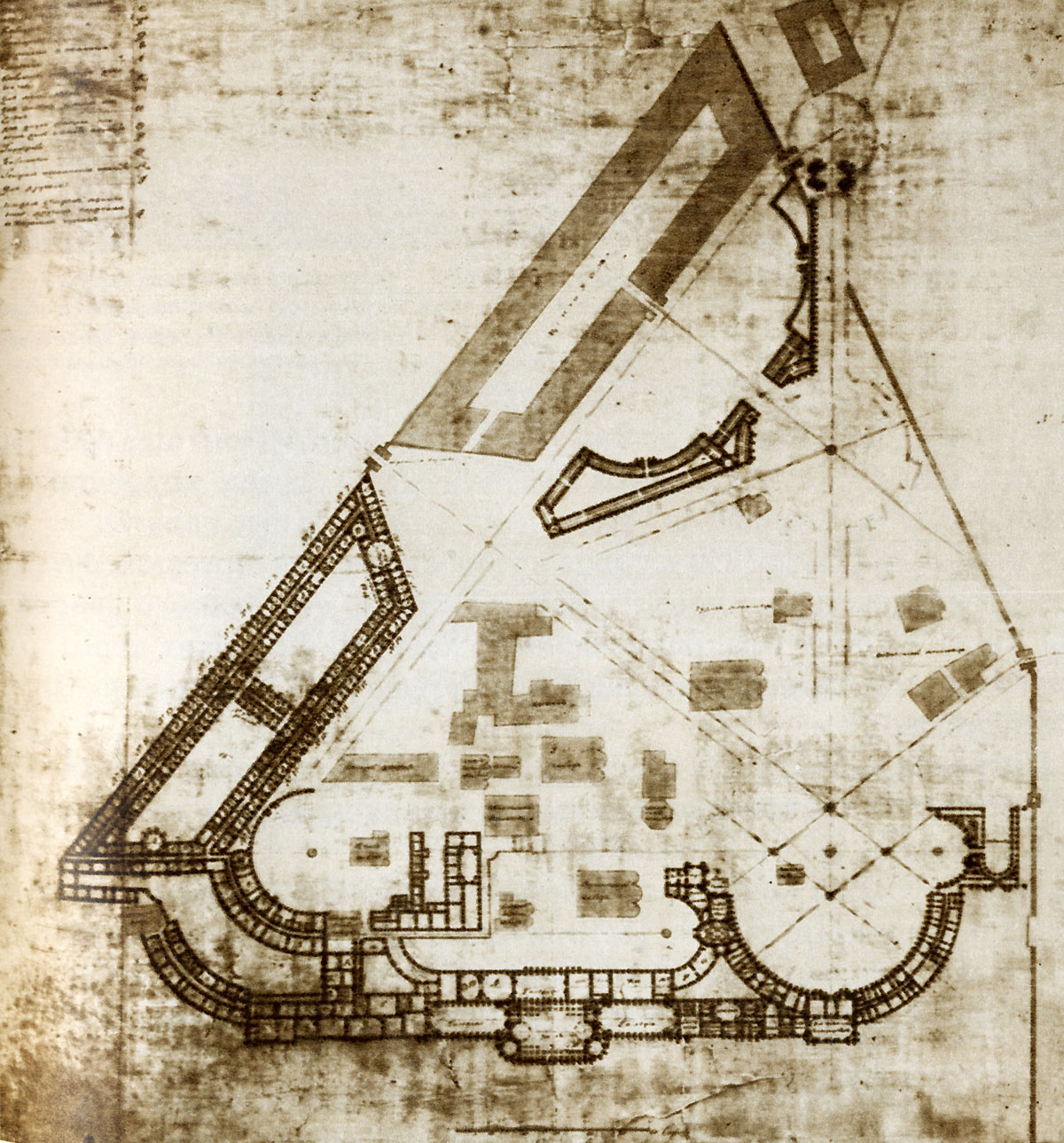
Borrador final del palacio, 1770 o posterior (estructuras planificadas en oscuridad, estructuras más antiguas en sombreado claro).planned structures dark, older structures in light shading).

Catalina sugirió la idea de reconstruir los decrépitos palacios del Kremlin de Moscú y convertirlos en un nuevo centro de gobierno del reformado país (en 1767 Moscú fue sede de un congreso electo que elaboró un nuevo código de leyes) y Bazhénov respondió con entusiasmo; ya en 1767 produjo los primeros borradores de su opus magnum, el utópico Gran Palacio del Kremlin. Orlov, fascinado por la propuesta, cuestionó con razón la viabilidad del enorme edificio, pero Baznenov siguió adelante y finalizó el diseño a finales del verano de 1768. Si alguna vez se hubiera terminado, hubiera sido el complejo neoclásico más grande de Europa, y habría reemplazado al propio Kremlin, dejando intactas sólo sus catedrales.
Según su plan, el nuevo palacio neoclásico de cuatro plantas ocuparía todo el lado sur del Kremlin: 2.100 pies o 630 metros desde la torre Konstantino-Eléninskaya en el este hasta la torre Borovitskaya en el oeste, y extendiéndose hacia el norte a lo largo del muro occidental del Kremlin hasta el Arsenal. El palacio habría cerrado completamente las catedrales del Kremlin, obstruyendo su vista desde el otro lado del río Moskva. En lugar de construir el palacio en la meseta superior de la colina del Kremlin, Bazhénov lo colocó justo en la empinada pendiente entre la meseta y el muro del Kremlin cuya demolición estaba prevista, empleando enormes contrafuertes de piedra para evitar que se deslizara hacia el río. El río en sí debería haber sido limpiado, regulado y flanqueado por un terraplén bordeado de troncos.
El diseño del nuevo Kremlin «fue el esfuerzo de planificación más inventivo del reinado de Catalina». Bazhénov conservó la histórica plaza de la Catedral y propuso la creación de una nueva plaza en la parte oriental del Kremlin que se convertiría en el nuevo centro de Moscú y el inicio de tres nuevas calles radiales que se proyectarían hacia el norte, noroeste y noreste. El radio norte, que pasaba a través de una abertura planificada en la muralla del Kremlin, conectaría directamente el palacio con la calle Tverskaya. Bazhénov amplió su planificación para modernizar la ciudad misma, lo que finalmente condujo al Plan Proyectado aceptado oficialmente en 1775, un esfuerzo conjunto dirigido por Pyotr Kozhin y Nicholas Legrand.
Nikolay Karamzin escribió en 1817 que «los planes de Bazhénov, el famoso arquitecto, son similares a la República de Platón o a la Utopía de Moro: deben admirarse en el pensamiento y nunca ponerse en práctica». Sin embargo, el proyecto recibió luz verde y el gobierno creó la Junta de Construcción del Kremlin (o Expedición en la jerga del siglo XVIII), una institución que sobrevivió hasta el siglo XIX. La Expedición se convirtió en una nueva escuela de arquitectura para estudiantes locales, comenzando con el asistente de Bazhénov, Matvey Kazakov. Kazakov, que trabajaba en el Kremlin desde 1768, se convirtió en igual de Bazhénov después de 1770 y asumió la dirección de la Expedición en 1786. Superó a Bazhénov como educador, revitalizó la escuela Ukhtomsky y formó a Joseph Bove, Ivan Yegotov y Aleksey Bakarev.En la ceremonia de la primera piedra (1773), Bazhénov declaró que «hoy renovamos el viejo Moscú». El trabajo comenzó cortando la ladera sur de la colina del Kremlin y sentando las bases para los contrafuertes de soporte. La parte central del muro sur del Kremlin, Taynitskaya y las primeras torres sin nombre fueron demolidas. El pozo de tierra comenzó justo al lado de la catedral del Arcángel y durante el año siguiente Bazhénov y sus ingenieros lucharon contra la amenaza de deslizamientos de tierra. En 1775 Catalina cerró el proyecto, citando daños a la catedral del Arcángel y la geología inadecuada de la colina del Kremlin. Los historiadores razonan que ella tenía otras preocupaciones más importantes: el enorme costo del palacio y la renuencia a invertir en Moscú, una ciudad antigua que ella percibía como una amenaza a su control y modernización del Imperio, la desaparición de asamblea constitucional o el simple hecho de que en 1775 «Catalina no tenía nada más que demostrar».
La maqueta de madera original del palacio planeado (escala 1:44, 17 metros de largo), realizado por los estudiantes de Bazhénov se conserva en el Museo de Arquitectura de Moscú. Cuando el museo tenía su sede en el monasterio de Donskoy, la maqueta se exhibía públicamente en su catedral principal. En 2001, la Ciudad de Moscú propuso construir un pabellón de museo dedicado a exhibir la maqueta en el Jardín Alexanderpero la propuesta fue rechazada.

### Tsarítsino

Panorama de Tsarítsino de Bazhénov de 1776

Bazhénov, al menos en la primera mitad del reinado de Catalina, comprendió perfectamente su gusto y programa estilístico, más propio del Siglo de las Luces que del Neoclasicismo. Durante las celebraciones de 1775 del Tratado de Küçük Kaynarca en el campo Khodynka, Bazhénov «convirtió la imitación del neogótico inglés en un intento de crear un lenguaje estilístico universal para la arquitectura rusa combinando elementos típicos de los edificios medievales tanto de Oriente como de Occidente. Motivos de la Antigüedad y pura fantasía». Esta obra efímera allanó el camino para la decisión de Catalina de construir dos palacios imperiales en los suburbios de Moscú (en 1775 ella vivió en un edificio temporal de madera en Kolomenskoye). El menor castillo Petrovsky en el camino a San Petersburgo fue otorgado a Kazakov, el castillo más grande en Tsarítsino a Bazhénov.
En el verano de 1775, Bazhénov diseñó el primer borrador de Tsarítsino, ahora perdido. Siguió el afecto de Catalina por el «estilo campesino», con numerosas posadas neogóticas de estilo rural esparcidas en un paisaje "natural" cuidadosamente planificado. El mismo enfoque se empleó en el segundo plan maestro, «completamente no clásico» aprobado por Catalina en la primavera de 1776. Esta vez Bazhénov añadió un palacio principal dominante, diseñado como dos edificios idénticos conectados con un invernadero. Un ala estaba destinada a Catalina, otra a su hijo y heredero Pablo. Bazhénov planeó decorar Tsarítsino con azulejos de colores tradicionales rusos, izraztsy, pero Catalina se opuso e insistió en una combinación de colores más simple: rojo (paredes de ladrillo), blanco (adornos) y amarillo (tejas vidriadas). Las tejas no duraron mucho en los inviernos rusos y pronto fueron reemplazadas por láminas de hierro.

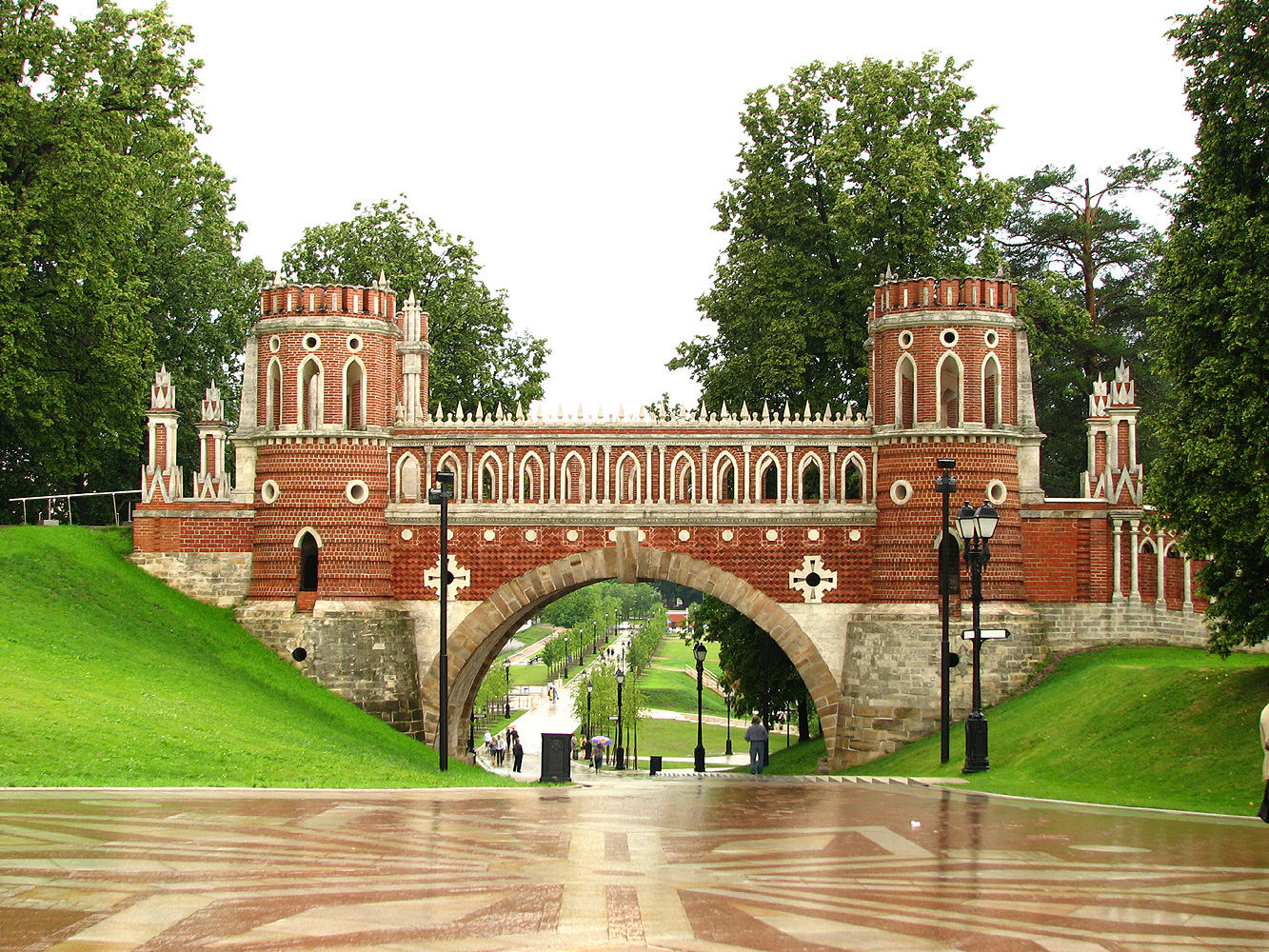
El puente Figurny, la edificación más antigua terminada (1776), también presenta el mejor trabajo ornamental.

Bazhénov comenzó la construcción desde la "primera fila" de pequeños edificios, puertas y puentes. Sus inserciones de piedra blanca presentan adornos finamente tallados que desaparecieron en edificios posteriores  ya fuese debido a la escasez de artesanos calificados o a la propia decisión estilística de Bazhénov. En 1777 Bazhénov demolió la antigua casa solariega de madera de los Cantemires, antiguos propietarios de Tsarítsino, y comenzó la construcción del palacio principal. La escasez de fondos gubernamentales afectó al proyecto desde el principio; de hecho, la mayor parte del legado escrito de Bazhénov consiste en cartas profesionales pidiendo dinero al tesoro estatal, mano de obra calificada y contando las deudas privadas contraídas en Tsarítsino. En 1783 buscó activamente nuevos trabajos y escribió que «ahora estaba bastante libre en Tsarítsino».
El palacio principal, con un anexo central añadido para los hijos de Pablo, se construyó en ocho años. El gobernador Jacob Bruce, que inspeccionó Tsarítsinoen 1784, quedó desconcertado por la ausencia de un patio frontal formal, pero aun así envió a Catalina un informe entusiasta elogiando, en particular, los puentes y el paisajismo. Catalina visitó repentinamente Tsaritsyno en junio de 1785 y se fue disgustada por la lentitud del trabajo; despreciaba el palacio en cartas a Pablo y a Melchior Grimmcomo un «lugar oscuro con bóvedas bajas y escaleras estrechas, inadecuado para vivir».
En 1785, la distribución del palacio de Bazhénov se volvió políticamente incorrecta: las relaciones entre Catalina y Pablo empeoraron irreversiblemente, la emperatriz consideró eliminar completamente a Pablo del orden de sucesión y los palacios gemelos tuvieron que dar paso a uno solo: el suyo. Catalina anunció su voluntad de demoler y reconstruir el palacio principal, pero Bazhénov no fue despedido de inmediato; a él y a Kazakov se les ordenó presentar propuestas de rediseño independientes. Bazhénov presentó un nuevo diseño a finales de 1785, pero fue rechazado y Bazhénov fue despedido del proyecto «para mejorar su salud y sus asuntos domésticos». En febrero de 1786, Catalina finalmente adjudicó el proyecto de Tsaritsyno a Kazakov; El palacio de Bazhénov fue demolido en el verano de 1786. La opinión pública conectó incorrectamente su enojo con la asociación de Bazhénov con los francmasones o su estilo gótico; de hecho, Kazakov conservó características tanto góticas como masónicas y la mayoría de los edificios auxiliares de Bazhénov sobrevivieron hasta la fecha.

Los edificios de Bazhenov en Tsaritsyn
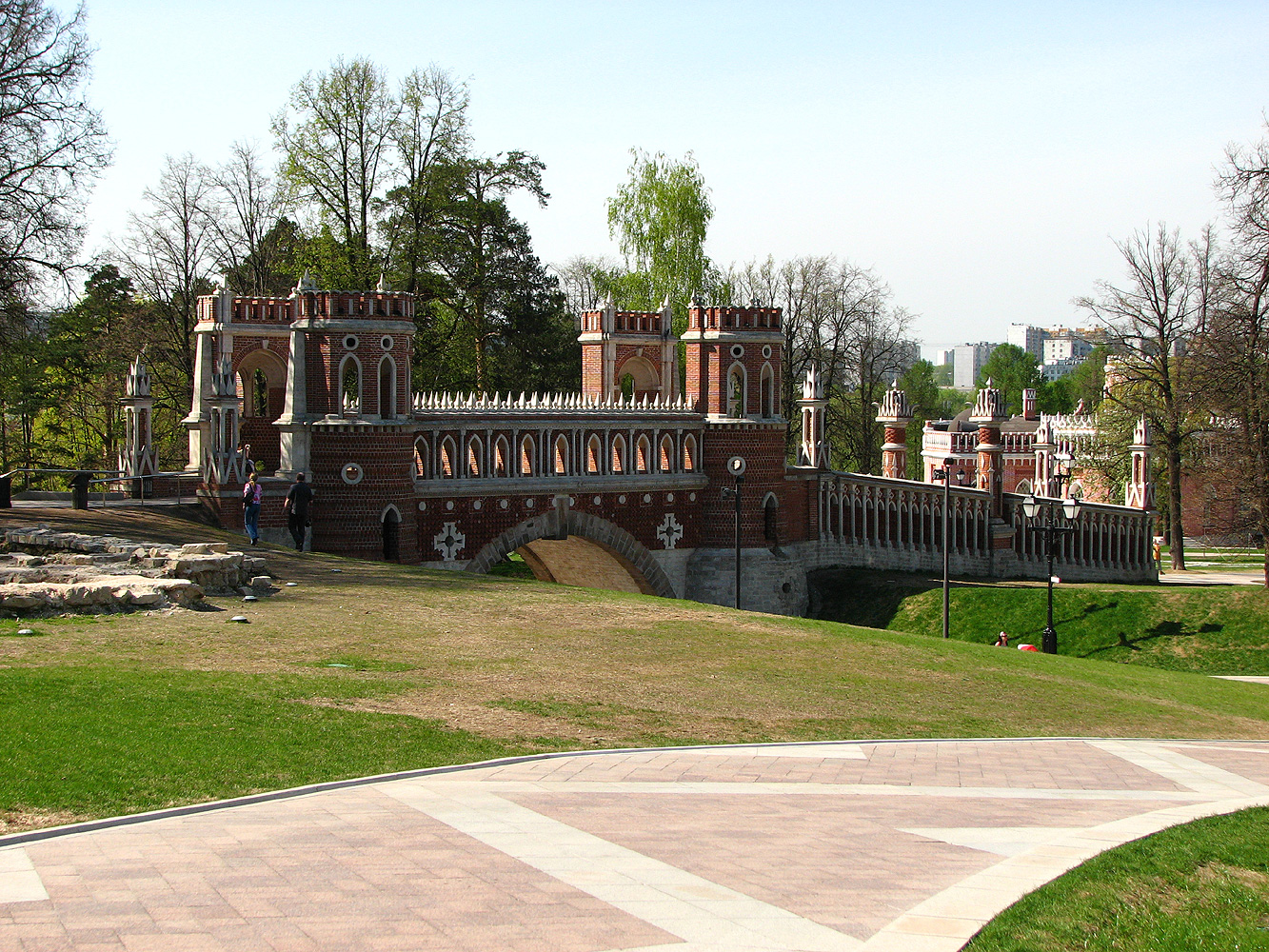
Camino al puente Figurny
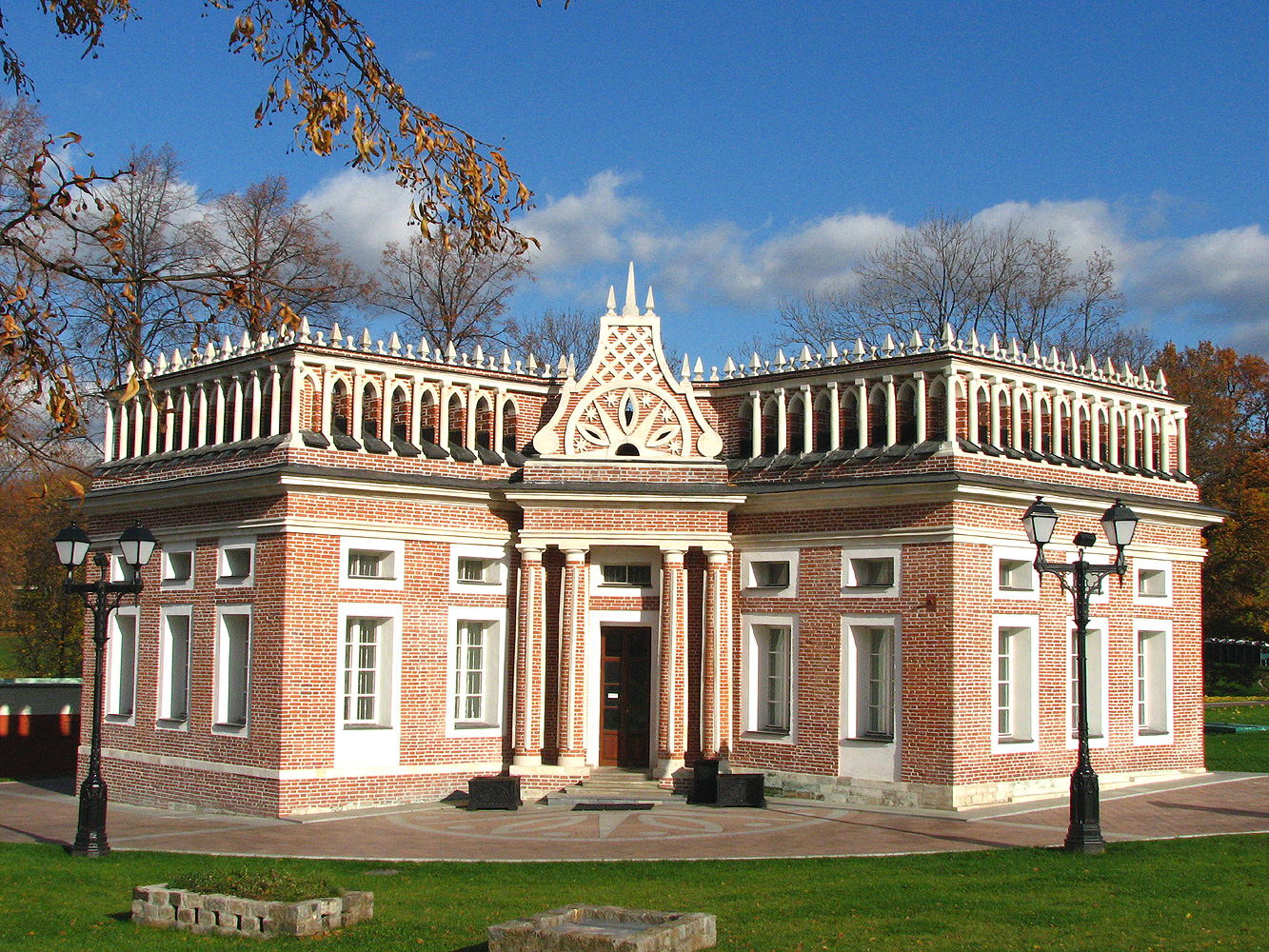
1er Cuerpo de Caballería
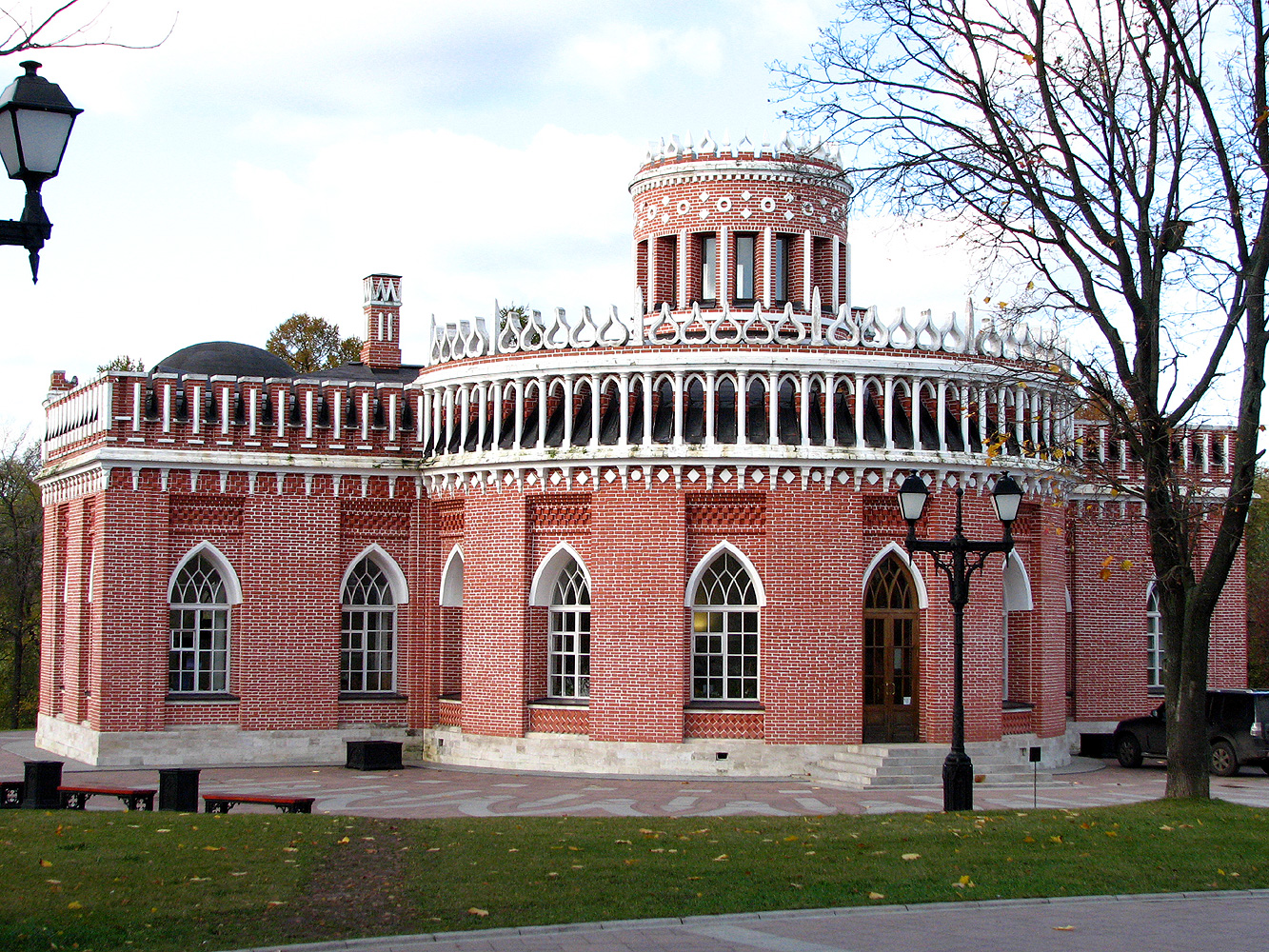
3er Cuerpo de Caballería
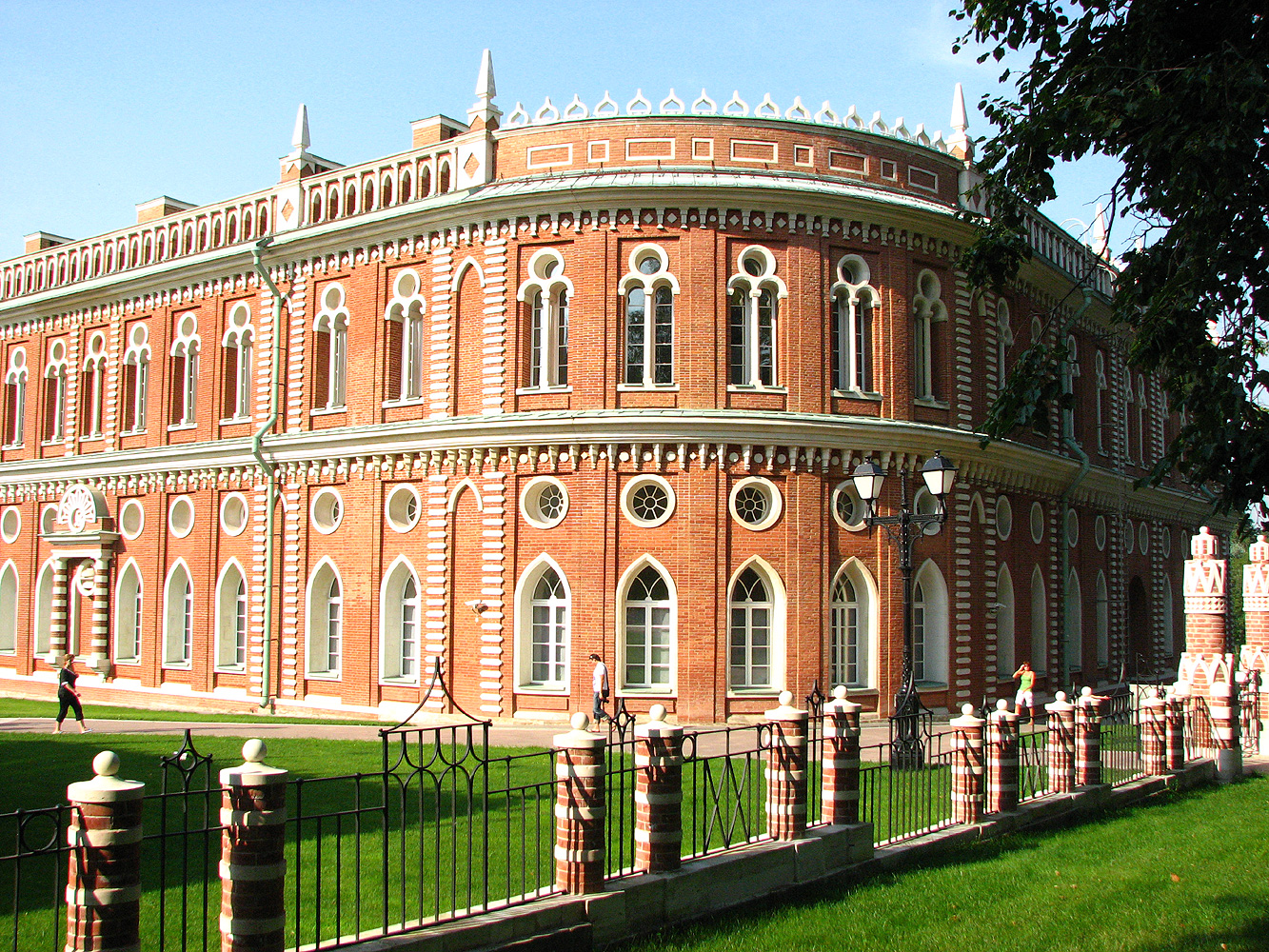
Casa del pan
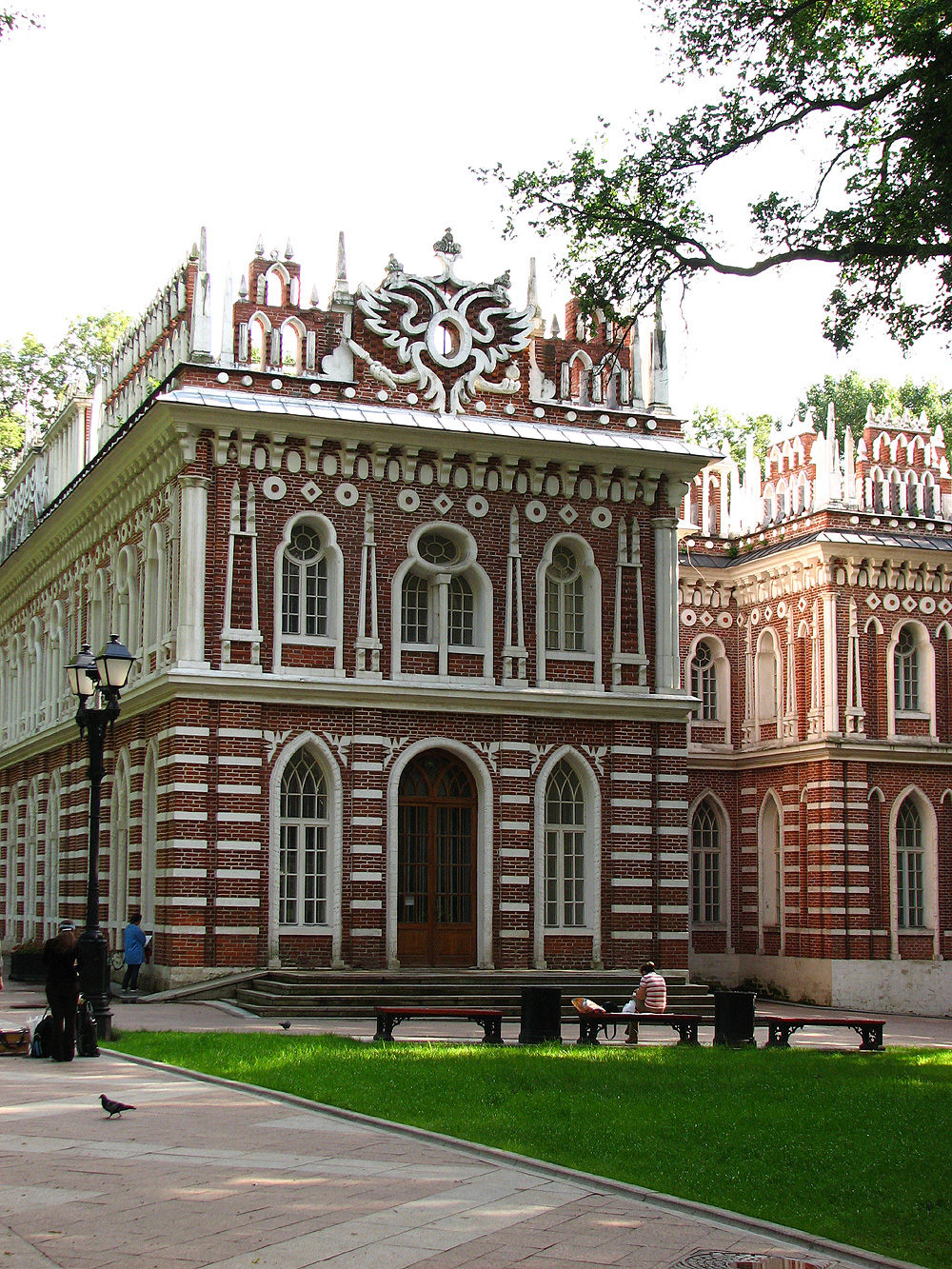
Teatro de la Ópera
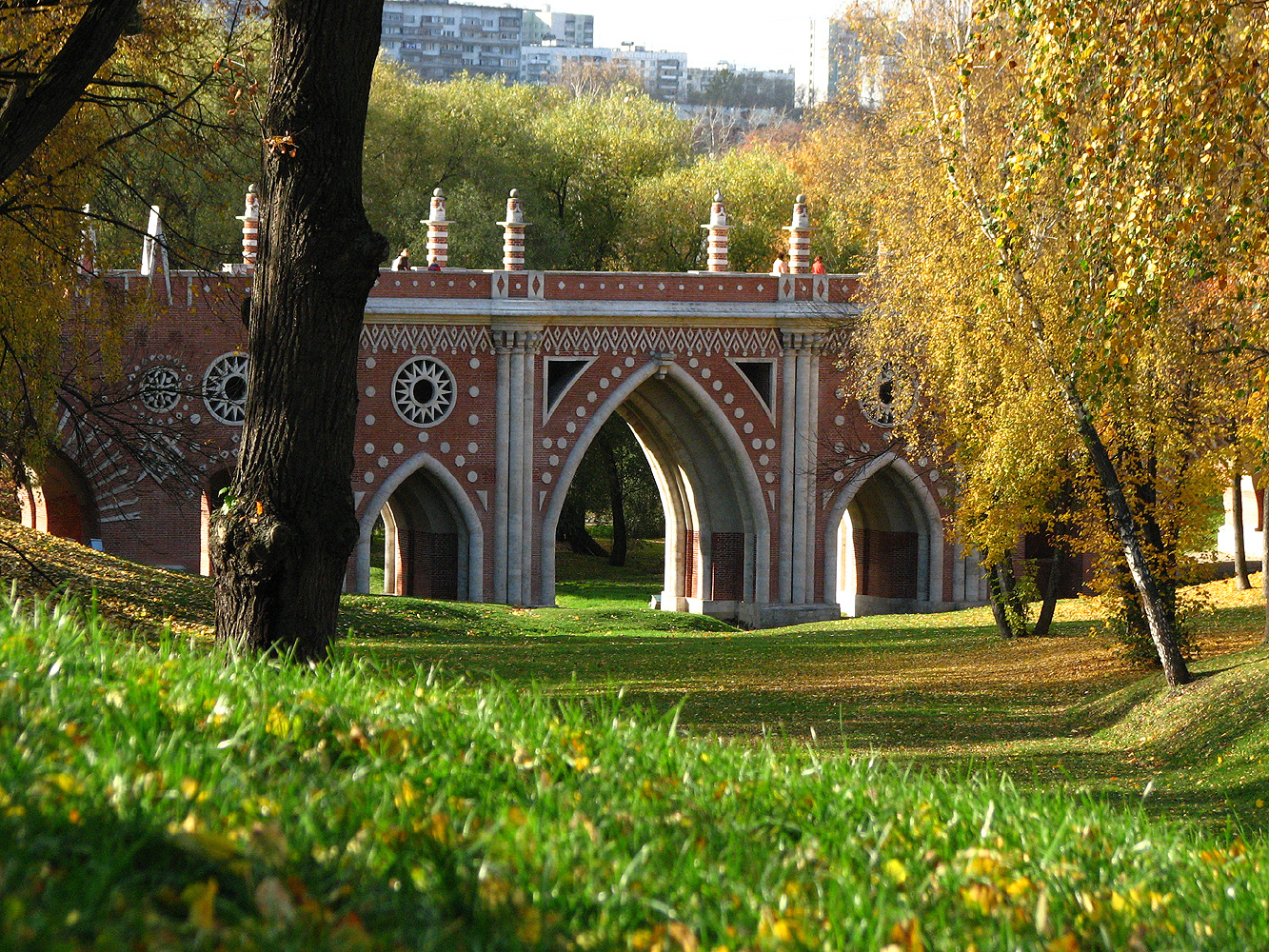
Gran puente en el parque
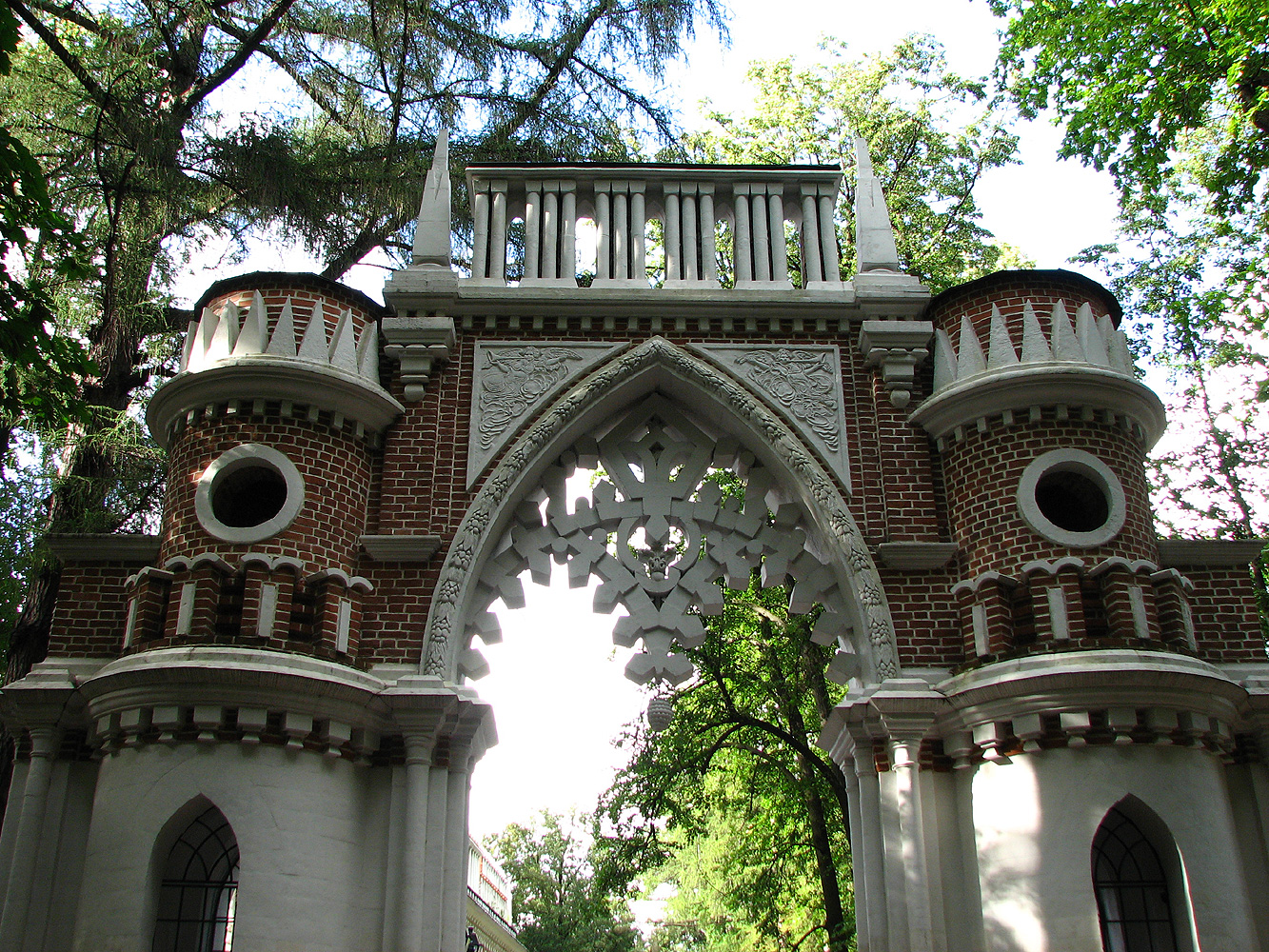
Racimo de uvas en una puerta arqueada

### Asunto Demidov
A mediados de la década de 1780, Catalina, una vez fascinada por el arte de Bazhénov y de Charles Cameron, se conformó con la versión diferente del neoclasicismo profesada por Kazakov en Moscú y Starov y Quarenghi en San Petersburgo. En diciembre de 1786 Bazhénov finalmente fue retirado del servicio estatal y tuvo que depender únicamente de encargos privados. El alcance de estos empleos privados, alguna vez considerados numerosos (ver: # Problema de atribución), se ha revisado posteriormente a un número muy pequeño de edificios atribuidos de manera más o menos confiable; por el contrario, el legado de Matvey Kazakov del mismo período está mucho mejor documentado. Shvidkovsky señaló que Bazhénov marcó el estilo del Moscú neoclásico, pero fueron Kazakov y sus alumnos quienes realmente lo diseñaron y construyeron. Según Shvidkovsky, el Moscú residencial antes del incendio de Moscú de 1812 estaba influenciado, a través de Bazhénov, por las obras de Charles de Wailly y su círculo; Bazhénov realzó el estilo francés con el uso de esculturas y arquitectura de jardines.  Kazakov carecía del refinamiento de Bazhénov, pero sus edificios «eran considerablemente más prácticos que los de Bazhénov, más adaptados a la vida de Moscú».
Bazhénov, deseoso de mejorar sus finanzas, aceptó lo que parecía una generosa oferta de Prokofi Demidov, un rico y caprichoso mecenas de las artes. Demidov planeaba donar un nuevo edificio a la Universidad de Moscú; acordó refinanciar las deudas de Bazhénov a cambio de sus servicios de diseño y gestión. Las relaciones pronto se deterioraron; Demidov, que literalmente tenía a Bazhénov en el bolsillo, rechazó su diseño para un campus en el centro y ordenó a Bazhénov que diseñara un nuevo campus verde en la colina de los Gorriones. Este juego del gato y el ratón (tal como se presenta en los propios escritos de Bazhénov) continuó durante casi una década; el arquitecto desperdició años en un proyecto sin futuro y quedó en quiebra a merced de Demidov. Una vez más, Kazakov retomó el trabajo y completó el "antiguo" centro de la Universidad en 1793.
En 1792, Bazhénov se trasladó a San Petersburgo y aceptó un trabajo aburrido pero estable como arquitecto del almirantazgo de Kronstadt; en su tiempo libre tradujo las obras completas de Vitruvio. En abril de 1792, Bazhénov estuvo implicado en el asunto Nikolái Novikov; la policía encontró la carta de Bazhénov a Novikov sobre el suministro de libros masónicos a Pablo. Novikov pasó cuatro años en la prisión de la fortaleza de Schlisselburg mientras que Bazhénov escapó libre. La influencia masónica sobre la vida y el arte de Bazhénov llevó a que lo llamaran «el Christopher Wren ruso» y a la teoría de que fue un agente de largo plazo de los martinistas encargados de ganarse el apoyo de Pablo. Pablo era consciente de la misión real o supuesta de Bazhénov, pero en 1792 se apartó de la masonería y advirtió personalmente a Bazhénov contra nuevas conspiraciones.

### Reconocimiento tardío
El emperador Pablo I de Rusia apoyó a Bazhénov como una de las supuestas víctimas de su despreciada madre. Poco después de su ascensión al trono (1796), Pablo convocó a Bazhénov a San Petersburgo y lo nombró vicepresidente de la Academia Imperial de las Artes. La Academia de este período, influenciada por las ideas de su segundo presidente Ivan Betskoy, admitía niños de entre seis y nueve años de edad y les proporcionaba una educación general (primaria y secundaria) de nueve años seguidos de al menos seis años. de formación profesional en artes y arquitectura. Bazhénov creía que la Academia debía disponer de la educación primaria y centrarse en sus materias básicas, admitiendo a adolescentes alfabetizados que pudieran demostrar su talento en un concurso abierto. No vivió lo suficiente para materializar este programa; fue implementado gradualmente por Alexander Stroganov (1802) y Alexey Olenin (1830).
El principal proyecto de construcción de Pablo, el castillo Mijáilovski, fue confiado al arquitecto de su casa, el italiano Vincenzo Brenna, mientras que Bazhénov fue designado para supervisar a Brenna. Los historiadores del siglo XIX y principios del XX no pudieron separar claramente las aportaciones de cada arquitecto y atribuyeron el diseño a Brenna y Bazhénov conjuntamente. Nikolay Lanceray (década de 1930) y los historiadores rusos posteriores dan todo el crédito a Brenna; según Lanceray, Bazhénov no interfirió en los diseños de Brenna que eran, en gran medida, interpretaciones de Brenna de la propia visión romántica de Pablo. Según Dmitry Shvidkovsky, Bazhénov trabajó en un diseño anterior del castillo y este hecho se interpretó más tarde como su participación en el diseño real; A Brenna «se le encomendó la tarea de adaptar el diseño de Bazhénov», pero creó un trabajo independiente.. En cualquier caso, Bazhénov murió en mitad del proyecto, dejando a Brenna en control total; el castillo resultó no ser un edificio neoclásico, sino «un raro ejemplo de palacio imperial que recuerda genuinamente a la era romántica».
Pablo también encargó a Bazhénov que diseñara un nuevo hospital cerca del monasterio de Danílov. Bazhénov, nuevamente, respondió con un plan extravagante que no pasaba más allá del marco de madera y fue reemplazado por el actual Hospital Pavlovskaya de Kazakov, construido en 1802-1807. Poco antes de su muerte, Bazhenov comenzó a compilar un álbum sobre Arquitectura rusa, recopilando bocetos de «todos los grandes edificios en dos capitales».

## Problemas de atribución

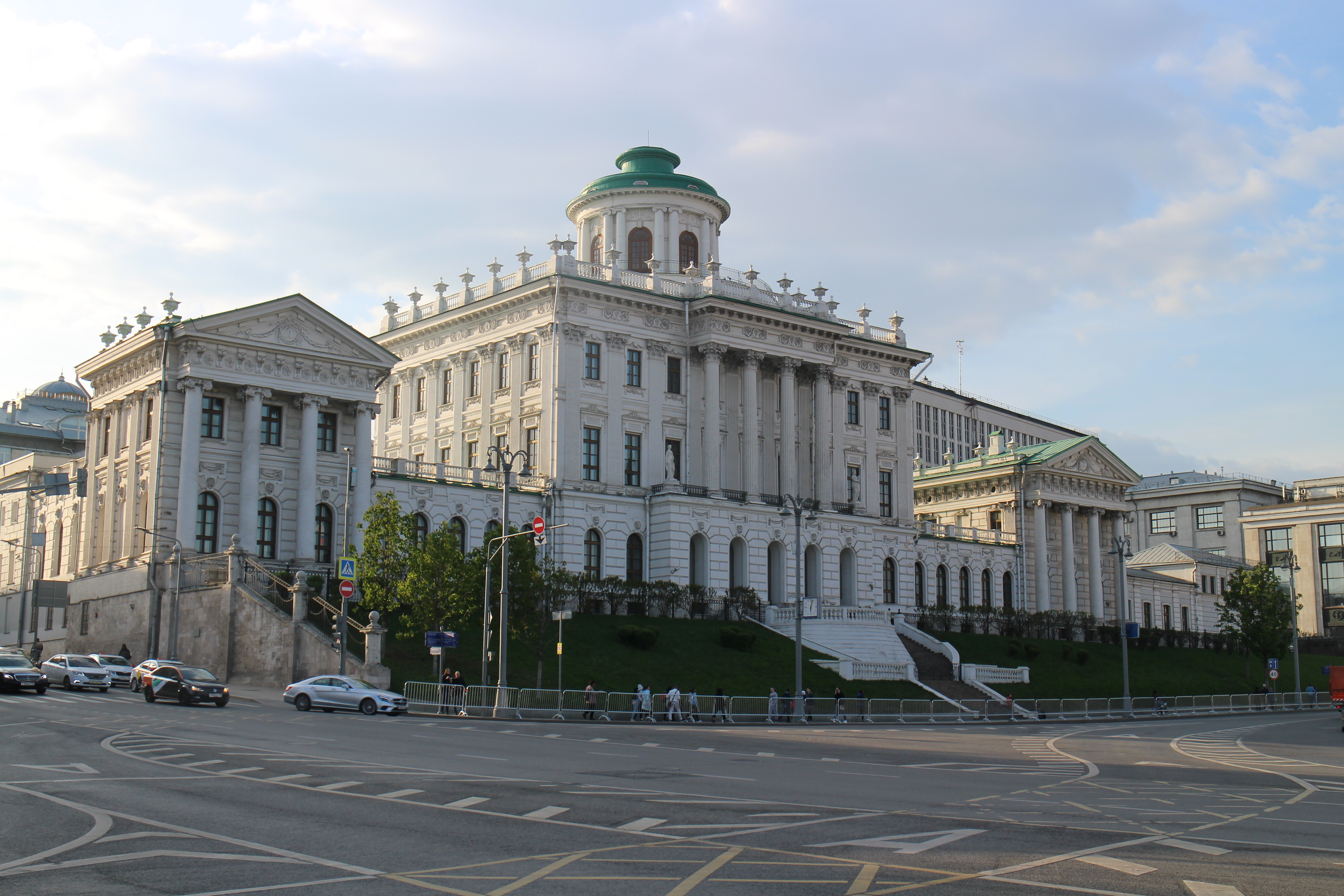
Casa Pashkov

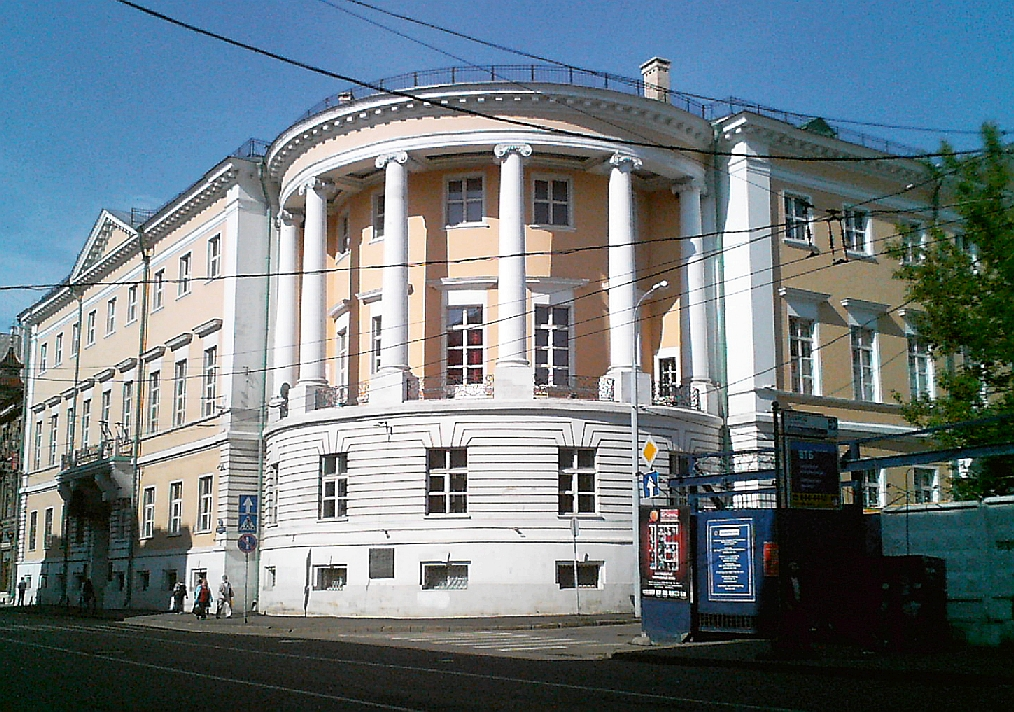
Casa Yushkov

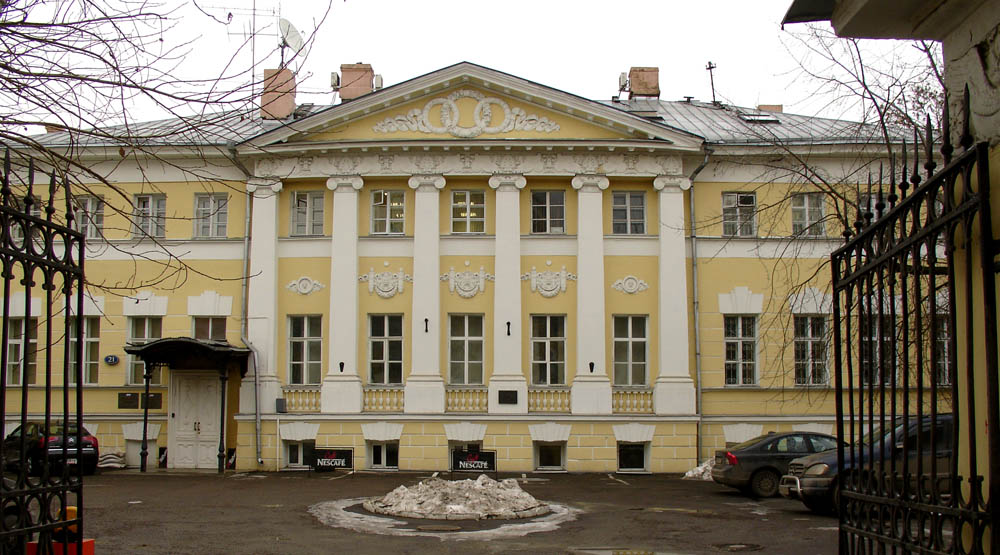
Casa Dolgov

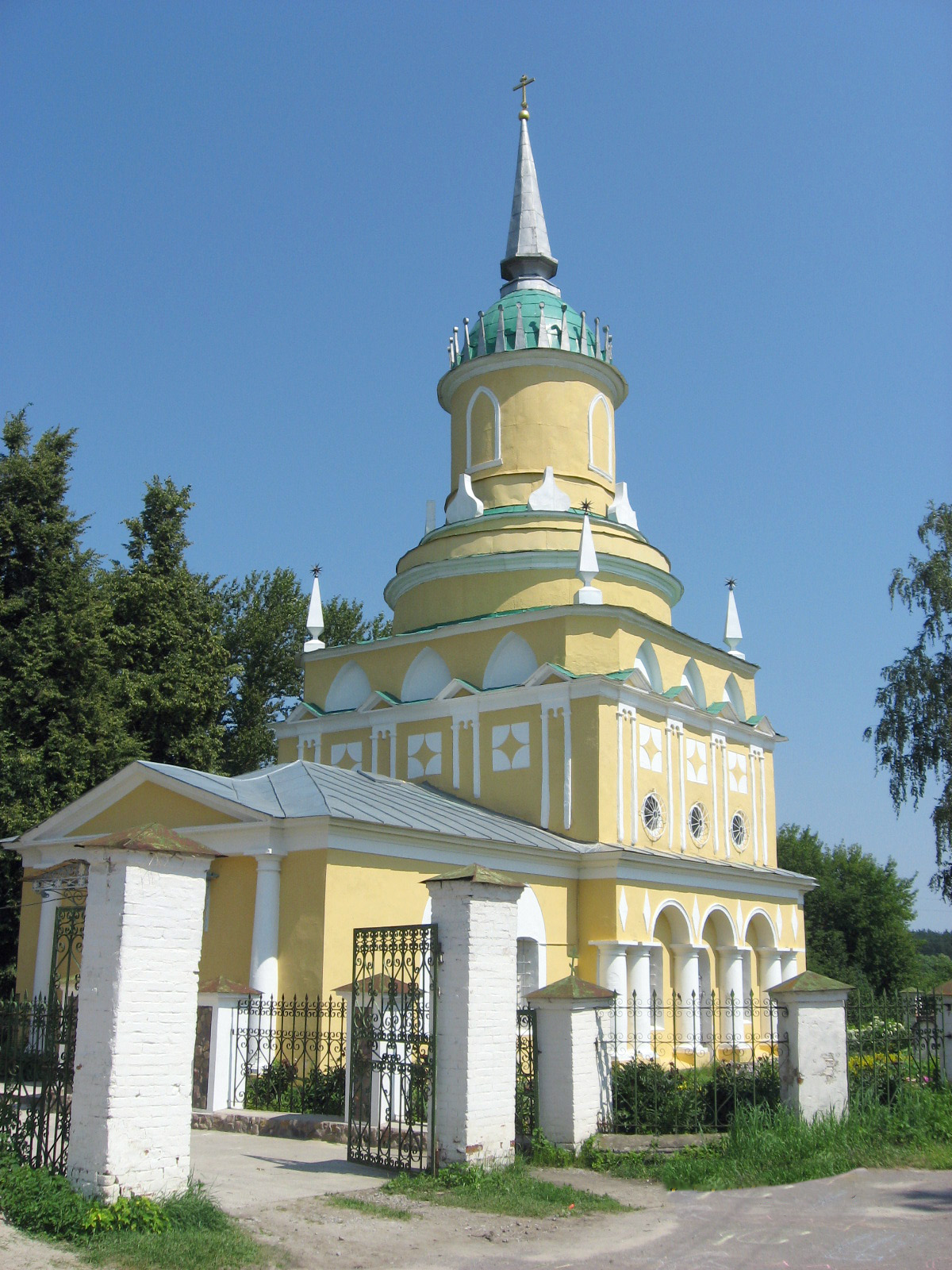
Iglesia en Starki

Rara vez es posible una atribución confiable de edificios privados del siglo XVIII en Rusia, incluso de aquellos de los que se conserva el estilo y los planos originales. Los mecenas adinerados contrataron con entusiasmo a arquitectos que se hicieron famosos trabajando en megaproyectos gubernamentales, pero en muchos casos faltan los dibujos originales. En estos casos, los historiadores utilizaron características de diseño generales o características específicas para deducir el autor probable. La incertidumbre condujo a frecuentes atribuciones erróneas, particularmente en el caso de Bazhénov y de Kazakov y a cambios posteriores en la atribución o a admitir la incapacidad de hacer cualquiera.

### Edificios en Moscú
La atribución de edificios específicos de Moscú a Bazhénov en este artículo se basa en la serie de libros académicos Pamyatniki arhitektury Moskvy (en ruso: Памятники архитектуры Москвы) publicada entre 1983 y 2007.
La tradición de la primera mitad del siglo XX, iniciada por Igor Grabar, atribuyó a Bazhénov el diseño de numerosos edificios privados de alto perfil en Moscú. Investigaciones posteriores han demostrado que en la mayoría de los casos no era posible determinar de forma fiable sus aportaciones. Lo más probable es que la casa Pashkov haya sido diseñada por Bazhénov, mientras que otras residencias que alguna vez se le atribuyeron ahora figuran bajo el título de «arquitecto desconocido».
- La casa Pashkov, el edificio existente más destacado de Bazhénov y «uno de los conjuntos residenciales más elegantes y bellos de Moscú»[Sc. 13] se le atribuye «a través de la tradición del siglo XIX apoyada por la mayoría de los investigadores del siglo XX».[Pa. 9] La casa Pashkov, exclusiva de la arquitectura del siglo XVIII, conserva su apariencia externa y diseño originales tal como los concibió el arquitecto alrededor de 1784 y se completó en 1787.[Pa. 9] El edificio resultó gravemente dañado por el incendio de 1812 y, por primera vez, momento en la historia de Moscú, fue reconstruido exactamente según los planos originales en reconocimiento a su importancia histórica.[Pa. 10]

- La casa Yushkov en la calle Myasnitskaya de Moscú (finales de la década de 1780 y principios de la de 1790) se "atribuye" simplemente a Bazhénov. Según Schmidt, representó el giro del arquitecto del neoclasicismo francés a la arquitectura italianizante.[Sc. 14] El diseño de este edificio, con una rotonda en esquina, se convirtió en un estándar ampliamente copiado por los arquitectos neoclásicos en Moscú.[Pa. 11] El edificio albergó posteriormente la Escuela de Arquitectura del Palacio y la Escuela de Pintura, Escultura y Arquitectura de Moscú (1844-1918), Vjutemás (1918-1930)[Pa. 12] y, desde 1989, la Academia Rusa de Pintura, Escultura y Arquitectura.

- La casa Razumovsky en la calle Vozdvizhenka, otra rotonda de esquina terminada en 1799, ha sido atribuida a Bazhénov por Schmidt,[Sc. 15] pero las fuentes rusas coinciden en la imposibilidad de determinar la identidad del arquitecto.[Pa. 13]
- La casa Tutolmin en el distrito de Tagansky ha sido atribuida a Bazhénov por Igor Grabar; investigadores posteriores lo atribuyeron a Starov.[Sc. 16] Antes de la reconstrucción en 1900, el papel emblemático del edificio rivalizaba con el de la casa Pashkov.[Pa. 14] La misma incertidumbre de la atribución se aplica a la ahora demolida casa Prozorovsky en la calle Bolshaya Polyanka, «una de las casas inmobiliarias más encantadoras de esta calle».[Sc. 17][Pa. 15]
- La casa Dolgov en la calle Bolshaya Ordynka alguna vez fue atribuida a Bazhénov basándose en el hecho de que su esposa estaba relacionada con el propietario del edificio. Esta opinión ha sido descartada desde entonces.[Pa. 16]

- El campanario de la Iglesia de Todos los Dolores en la calle Bolshaya Ordynka, frente a la casa Dolgov, se atribuye incondicionalmente a Bazhénov, mientras que la iglesia en sí fue construida por Joseph Bove en 1828-1833.[Pa. 17][Sc. 18]

- Panukhina (1994) sugirió que Bazhénov podría haber estado involucrado en las últimas etapas de la construcción del Kriegskomissariat de Moscú (actual cuartel general del Distrito Militar de Moscú) en Zamoskvorechye, diseñado por Nicholas Legrand.[24]

### Fincas rurales e iglesias
Aún menos certeza se aplica a la atribución de fincas rurales e iglesias:
- El más conocido de ellos, en Bykovo, pertenecía a Mikhail Mikhailovich Izmailov, gobernador de Moscú y superior directo de Bazhénov.[Mu. 2] Las obras probables de Bazhénov que se conservan allí incluyen la mansión principal y la iglesia neogótica de San Vladimir, mientras que la mayoría de los edificios del siglo XVIII se han perdido.[Mu. 3]
- Una iglesia en Starki (actual distrito de Kolomensky), propiedad del príncipe Cherkassky, construida en 1759-1763, fue uno de los primeros edificios del neogótico en Rusia. Si la atribución a Bazhénov es correcta, lo diseñó cuando aún era estudiante en la Academia de las Artes.[Mu. 4]
- La iglesia de la Anunciación en Polivanovo, antigua propiedad de Razumovsky, es «típica de Bazhénov», hecho que sigue siendo el único motivo de atribución.[Mu. 5]
- La iglesia neoclásica de la Theotokos de Vladimir en Dolgoprudny (1772-1777), con un diseño triangular inusual, ha sido atribuida a Kazakov o a Bazhénov[Mu. 6] a pesar de la total falta de evidencia escrita.[Pa. 18] El diseño de la iglesia probablemente esté inspirado en el Templo de la Guerra de Jean-Francois Nefforge.[Pa. 18]

## Reconocimientos
Son muchos los reconocimientos que ha recibido en su país, entre otros:
- Se han nombrado calles en su honor en muchas ciudades rusas, en Moscú, Lipetsk, Kazán, Kaliningrado, Kaluga, Nizhni Nóvgorod, Zhukovsky, Penza y Tula;
- El asteroide (5304) Bazhenov, descubierto el 2 de octubre de 1978 por la astrónoma ucraniana Liudmila Zhuravliova, honra su memoria.
- Monumento a los Arquitectos (San Petersburgo)
- Monumento a Bazhenov y Kazakov en Moscú, 2007 .
- Monumento en el cementerio del pueblo de Glazovo, región de Tula
- Obelisco en el pueblo de Dolskoye, región de Kaluga
- Sellos postales de la URSS, 1949.